# Perdita Weeks
Perdita Rose Annunziata Weeks (ur. 25 grudnia 1985 w Cardiff) – brytyjska aktorka, która wystąpiła m.in. w filmie Player One i serialu Magnum: Detektyw z Hawajów.

## Filmografia

### Filmy
| Rok  | Tytuł                            | Rola             | Uwagi       |
| ---- | -------------------------------- | ---------------- | ----------- |
| 1996 | Zimne światło dnia               | Anna Tatour      |             |
| 1996 | Ostatnia podroż Roberta Rylandsa | Sue              |             |
| 1996 | Hamlet                           | Second Player    |             |
| 1997 | Spice World                      | Evie             |             |
| 2009 | Junction                         |                  | krótkometr. |
| 2010 | Prowl                            | Fiona            |             |
| 2013 | Kobieta w ukryciu                | Maria Ternan     |             |
| 2014 | Jako w piekle, tak i na Ziemi    | Scarlett Marlowe |             |
| 2018 | Player One                       | Kira             |             |

### Telewizja
| Rok       | Tytuł                                             | Rola                | Uwagi              |
| --------- | ------------------------------------------------- | ------------------- | ------------------ |
| 1993      | Goggle-Eyes                                       | Judith Killan       | miniserial         |
| 1995      | Loving                                            | Moira               | film TV            |
| 1995      | The Shadowy Third                                 | Dottie              | film TV            |
| 1997      | Rag Nymph                                         | młoda Millie        | 2 odc.             |
| 2000      | Książę i żebrak                                   | lady Jane Grey      | film TV            |
| 2002      | Stig of the Dump                                  | Lou                 | miniserial         |
| 2003      | Morderstwa w Midsomer                             | Hannah Moore        | 1 odcinek          |
| 2004      | Sherlock Holmes and the Case of the Silk Stocking | Roberta Massingham  | film TV            |
| 2007–2008 | Dynastia Tudorów                                  | Maria Boleyn        | 6 odc.             |
| 2008      | W świecie Jane Austen                             | Lydia Bennet        | miniserial         |
| 2009–2009 | Four Seasons                                      | Imogen Combe        | miniserial         |
| 2009      | Lewis                                             | Kitten              | 1 odc.             |
| 2010–2011 | The Promise                                       | Eliza Meyer         | miniserial         |
| 2011      | Wielkie nadzieje                                  | Clara Pocket        | miniserial         |
| 2012      | Titanic                                           | lady Georgiana Grex | miniserial         |
| 2013      | Flight of the Storks                              | Sarah Gabbor        | miniserial         |
| 2014      | The Great Fire                                    | Elizabeth Pepys     | miniserial         |
| 2015      | Muszkieterowie                                    | Louise              | 1 odc.             |
| 2016      | Rebellion                                         | Vanessa Hammond     | miniserial, 4 odc. |
| 2016      | Dom grozy                                         | Catriona Hartdegen  | 4 odc.             |
| 2017      | Grantchester                                      | Charlotte Reilly    | 1 odc.             |
| 2018–2024 | Magnum: Detektyw z Hawajów                        | Juliet Higgins      | w gł. obsadzie     |
| 2020      | Hawaii Five-0                                     | Juliet Higgins      | 1 odc.             |